# رود اینگربورن
رود اینگربورن رودی است به تیمز می‌ریزد. این رود از کشور بریتانیا، شهر لندن می‌گذرد. طول آن ۴۳٫۳ کیلومتر (۲۶٫۹ مایل) است.